# Universal Music Group
Universal Music Group o UMG, anteriorment coneguda com a MCA Music Entertainment Group és el grup financer i grup de segells discogràfics més gran en la indústria musical.
Amb un 25,5% del mercat és un dels quatre grans segells discogràfics. Al febrer de 2006, el grup va ser adquirit en un 100% pel conglomerat francès de mitjans Vivendi SA, quan Vivendi va comprar l'últim 20% de Matsushita Electric.
Els segells discogràfics de UMG produïxen a alguns dels artistes més destacats del món, incloent Tokio Hotel, Shania Twain, Bon Jovi, Jay-Z, Mariah Carey, Eminem, Luciano Pavarotti, U2, Kanye West, Sophie Ellis-Bextor, Take That, Nelly Furtado, Ashanti, Demi Lovato, Maroon 5, Lorde, Capital Cities, Bryan Adams, Pitbull, OneRepublic, Zedd, The Chainsmokers, Sheryl Crow, Eagles, Hozier, Lana del Rey, Ellie Goulding, Taylor Swift, The Game, etc.
El 2006 es va anunciar que Universal Music Group adquiriria BMG Music Publishing per €1,630 milions.

## Informació financera
Al gener del 2022, l'accionariat de l'empresa és:
- Vincent Bolloré: 28%
  - Bolloré SE: 18%
  - Vivendi SE: 10%
- Tencent: 20%
  - Concerto Investment BV: 10%
  - Scherzo Investment BV: 10%
- Pershing Square Holdings: 10%

## Segells del grup

### Interscope-Geffen-A&M
- A&M Records
- Geffen Records
- Star Trak Entertainment
- The Black Wall Street Records
- Interscope Records

### The Island Def Jam Music Group
- Def Jam Recordings
- Dame Dash Music Group
- Def Soul Records
- Disturbing tha Peace Records
- Me&MyBoyfriend

### Universal Motown Records Group
- Universal Records
- Motown Records
- Blackground Records
- Cash Money Records
- Street Records Corporation
- Republic Records
- Brushfire Records
- Casablanca Records
- Next Plateau Records
- Republic Records
- Rowdy Records
- Tuff Gong Records
- Universal South Records
- Uptown Records
- The Inc. Records
- Derrty Ent.
- Starchild Music Group
- Scrilla Records

### Universal Music Classics Group
- Decca Broadway
- Decca Records
- Deutsche Grammophon
- Philips Records
- ECM Records

### Universal Music Group Nashville
- Dreamworks Records
- Lost Highway Records
- MCA Nashville Records
- Mercury Nashville Records

### Verve Music Group
- Blue Thumb Records
- Brunswick Records
- Commodore Records
- Coral Records
- Decca Records
- GRP Records
- EmArcy Records
- Impulse! Records
- Verve Records
  - Verve Forecast

### Altres
- Barclay Records
- Bite Records
- Cinepoly
- Go East Entertainment
- Impact Records
- Isadora Records
- Jazzland Records
- Mercury Records
- Vertigo Records
- Motor Music Records
- Nhi Le Records
- Polar Music
- Polydor Records
- Fascination Records
- Radioactive Records
- RMM Records & Video
- Stockholm Records
- Urban Records
- UMTV/ Universal Music TV
- Universal Music Limited
- UCJ Universal Classics & Jazz
- Globe Records
- Family Recordings
- Manifesto Records
- Show Dog Nashville
- UNI Records
- Universal Music Latino
- Universal Music Enterprises
  - Hip-O Records
  - Universal Chronicles
  - 20th Century Records

### Segells independentes distribuïts per Universal Music Group
- MySpace Records
- Weapons of Mass Entertainment
- Concord Records
- Hollywood Records
- 19 Entertainment
- Bungalo Records
- Treacherous Records
- Softlite Records
- WVS Entertainment
- Starchild Music Group

Universal Music Group compta també amb segells locals a Austràlia, Brasil, Canadà, Xina, Colòmbia, República Txeca, Finlàndia, Alemanya, Hong Kong, Hongria, Irlanda, Índia, Itàlia, Japó, Corea del Sud, Mèxic, els Països Baixos, Noruega, Polònia, Portugal, Romania, Rússia, Espanya, Suïssa i Turquia.